# Leediküla
Koordinaten: 58° 57′ N, 23° 47′ O
Leediküla (deutsch Lediküll) ist ein Dorf (estnisch küla) in der Landgemeinde Lääne-Nigula im Kreis Lääne in Estland. Bis 2013 gehörte es zur mittlerweile aufgelösten Landgemeinde Taebla.

## Einwohnerschaft und Lage
Der Ort hat 33 Einwohner (Stand 31. Dezember 2011). Seine Fläche beträgt 3,9 Quadratkilometer.
Das Dorf liegt vierzehn Kilometer östlich der Landkreishauptstadt Haapsalu.